# Anya
Névváltozatok: asszony anya, édesanya, gyöngy anya (M. nyelvtört. 96.) 
la: mater, hu. la: materfamiliaris, vera mater

Rövidítések:
Az anya az utód szülőpárjának biológiai és/vagy szociális, jogi nőtagja.

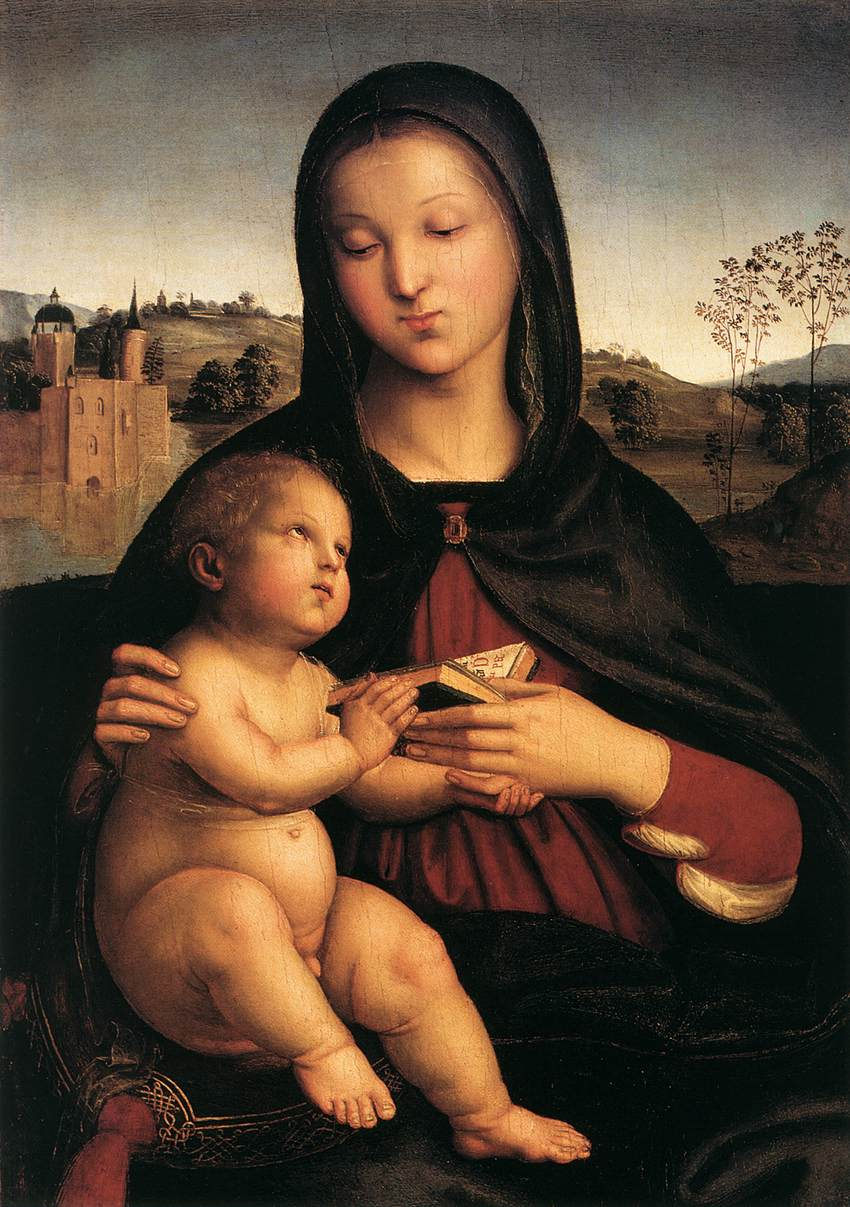
Raffaello Sanzio: Madonna és a gyermek

Különféle társadalmi, kulturális, vallási, jogi, genealógiai szerepe ik. Van édesanya, mostohaanya, biológiai anya, a stb. Biológiai értelemben a gyermekek világra hozója. Jogi értelemben a biológiai vagy a családba házasság útján került nőnemű szülő, aki nagykorúságukig a gyermekeket az apával közösen neveli és testi-lelki egészségükért felelősséggel tartozik.
Az anya elsődleges történelmi szerepe a gyermekek felnevelése volt, de ebben a 20. századtól a nyugati világban az apára egyre nagyobb feladat hárul. Az anya társadalmi és vallási helyzetét a jogi és vallási előírások határozzák meg, melyek elsődleges funkciója a múltban a legitim utódlás biztosítása volt a családon belül. Ezért a nőket számos hátrányos jogi, erkölcsi és vallási megkülönböztetés érte.
A nemesi családokban az anya származása is rendkívül fontos volt. Egyes tisztségek elnyeréséhez (kamarás, máltai lovag stb.) apai és anyai ágon egyaránt meghatározott számú nemesi őst kellett kimutatni. A nemesi családok anyai ágon is igyekeztek minél előkelőbb ősöket felmutatni, mely a tekintély-növekedés mellett számos jogi (öröklés, hivatalviselés) és társadalmi előnnyel is kecsegtetett. A birtokperek során részletes genealógiákkal, családfákkal érveltek, egyes országokban pedig az apa és a gyermekek címerébe a címerörökös anya (családja utolsó nőtagjának) címerét is felvették.

## Anyaság a művészetekben
- Petőfi Sándor: Füstbement terv
- József Attila: Mama
- Jókai Mór: A kőszívű ember fiai – Baradlayné
- Bertolt Brecht: Kurázsi mama és gyermekei, Kaukázusi krétakör
- Rudyard Kipling: A dzsungel könyve – Ráksa, a farkas-anya
- Felix Salten: Bambi és Bambi gyermekei – Bambi anyja és Faline